# Conus hamanni
Espèce
Statut de conservation UICN

 DD  : Données insuffisantes
Conus hamanni est une espèce de mollusques gastéropodes marins de la famille des Conidae.
Comme toutes les espèces du genre Conus, ces escargots sont prédateurs et venimeux. Ils sont capables de « piquer » les humains et doivent donc être manipulés avec précaution, voire pas du tout.

## Description
La taille de la coquille varie entre 18 mm et 30 mm.

## Distribution
Cette espèce est présente dans la Mer Rouge.

### Niveau de risque d’extinction de l’espèce
Selon l'analyse de l'UICN réalisée en 2011 pour la définition du niveau de risque d'extinction, cette espèce a été trouvée dans la mer Rouge au nord dans la région d'Aqaba et au sud dans la région de Jeddah, en Arabie Saoudite et dans les îles Dahlak au large de l'Érythrée. On en sait très peu actuellement sur cette espèce. Elle peut être affectée par des menaces telles que la pollution, mais comme on sait peu de choses sur sa distribution, il est impossible d'évaluer les impacts de ces menaces. Davantage de recherches sont nécessaires pour construire une évaluation significative.

## Taxonomie

### Publication originale
L'espèce Conus hamanni a été décrite pour la première fois en 1986 par les malacologistes israéliens Michael Fainzilber et Henk Klaas Mienis dans la publication intitulée « Bulletin of Malacology Republic of China »,.

### Synonymes
- Conus (Leptoconus) hamanni Fainzilber & Mienis, 1986 · appellation alternative
- Leptoconus hamanni (Fainzilber & Mienis, 1986) · non accepté